# Murakeresztúr
Murakeresztúr är en ort i Ungern.   Den ligger i provinsen Zala, i den västra delen av landet, 210 km sydväst om huvudstaden Budapest. Murakeresztúr ligger 135 meter över havet och antalet invånare är 1 969.
Terrängen runt Murakeresztúr är platt. Runt Murakeresztúr är det ganska tätbefolkat, med 70 invånare per kvadratkilometer. Närmaste större samhälle är Nagykanizsa, 13,0 km nordost om Murakeresztúr. Omgivningarna runt Murakeresztúr är en mosaik av jordbruksmark och naturlig växtlighet.